# 迫田健太郎
迫田 健太郎（さこだ けんたろう、1972年10月12日 - 2025年6月3日）は、日本の社会福祉法人の経営者、理事長。社会福祉法人ChaCha Children & Co.の理事長。

## 来歴
1995年、立教大学経済学部経済学科卒業後、アンダーセンコンサルティング（現：アクセンチュア）に入社。企業の業務基幹システムの開発・保守、連結決算システムの設計・開発、経営管理の業務改善指導などを行う。2003年に同社を退社。
2003年、母が1979年に設立した社会福祉法人あすみ福祉会(現：ChaCha Children & Co.)の常務理事として入職。多施設の全体統括、人事管理、資金管理を行う。その後、茶々保育園（現：ChaCha Children Iruma /埼玉県入間市）の事務長を務めたのち、茶々かきのきだい保育園（現：ChaCha Children Kakinokidai/神奈川県横浜市）の副園長、茶々すずや保育園(現：ChaCha Children Suzuya/埼玉県さいたま市）の園長として運営管理を行う。
2013年、社会福祉法人あすみ福祉会の理事長の就任。
2022年4月、法人名および園名を「あすみ福祉会」「茶々保育園グループ」から「ChaCha Children & Co.」「ChaCha Children」に刷新。
2025年6月3日、東京都内の病院で死去。

## 人物
「働きやすい」ではなく「がんばりやすい職場」を用意することが大事と考え、取り組みに、園としての保育のコンセプトを明確にしているという。理念を掲げることで、そこへ共感した職員が集まり結果として保育の質の向上の方向性が定まるため。「20年後を創る。」というミッションのもと、子どもたちが26歳になったとき社会で活躍している人間になってほしいという思いで、子どもたちと接している。相手を子どもとして扱うのではなく、「今はたまたま子ども」というだけの対等な人間として向き合い、子どもたちとスタッフが互いに成長していく保育園を目指している。
「子どもは生まれながらにして有能であり、いち市民」という子ども観のもと、法人のビジョンとして「Education is Empathy~よりよく理解しあうことで、世界は変わる。」を掲げる。他者を思いやる、共感するだけでなく、よりよく理解しようとする意識を日々の保育・教育の軸に据え、一人ひとりの異なる発育や個性を重視。多様化する世の中において、子どもたちや保育者、そして保護者も主体的に社会に参画していく理想の姿を提案している。
保育士不足解消の糸口のひとつに、保育士全体の地位向上の必要性を訴えている。保育士は概して、子どもと接する仕事柄、一般的なビジネスマナーが身についていないことが多いという見解。保育士自身に社会性を意識させ、また社会の中でも保育士が国家資格である専門職に就いていることを示すためにも保育士に名刺をもたせる『名刺制度』（2016年）を実施。肩書きには「Smile Keeper」「ASOBI Creator」など個性を表す肩書きをつけている。さらに、保育士の社会性や専門性を高めるため異業種とのコラボレーションも積極的に行っている。
保育士の身だしなみについても社会人でありながら、動きやすさだけにとらわれたジャージ姿での活動に違和感を感じたという。子どもの散歩の同行とはいえ、一歩外に出れば、その人がその保育園の“顔”となる。“子どもにとって、最も身近な大人が素敵であるべき”という考えのもと、自身が運営する保育園では保育士以前に社会人であることを意識させ、身だしなみを徹底しているという。機能性とデザイン美を追求したオリジナルの「ブラウンエプロン」や、落ち着いた暖色系で統一した5色展開の「子どもハット（秋冬）」「子どもキャップ（春夏）」「大人ハット」を開発。「見た目から入ることが大事」と話す。
待機児童問題で多くの保育園が急激に設置された。しかし、待機児童は解消されつつある中、保育園が淘汰される時代に生き残るためにはコンセプトや理念が明確な組織であるという。つまり、いかに“経営の視点”をもっているかが、園の生き残りを左右する。家族経営で世襲制が一般的な保育業界において、経営手腕・マネージメント・リーダーシップという言葉ほど縁遠い世界はない。日本の未来をつくる子どもたちを育てる場所であり、子どもたちの命を預かる場所だからこそ、世界に誇れる保育園がひとつでも多く生まれるよう、一石投じたいと述べている。

## 出演番組
- 保育士ステキ度向上委員会（渋谷クロスFM、2018年4月 - ）[8]